# Lyonia alainii
Lyonia alainii är en ljungväxtart som beskrevs av W.S. Judd. Lyonia alainii ingår i släktet Lyonia och familjen ljungväxter. Inga underarter finns listade i Catalogue of Life.